# Mniszki B
Mniszki B – część wsi Mniszki A w Polsce, położona w województwie wielkopolskim, w powiecie konińskim, w gminie Skulsk.
W latach 1975–1998 Mniszki B administracyjnie należały do województwa konińskiego.